# Coupe de Tunisie de football 1932-1933
Navigation
Coupe de Tunisie 1931-1932 Coupe de Tunisie 1933-1934
La Coupe de Tunisie de football 1932-1933 est la 9e édition de la coupe de Tunisie, une compétition à élimination directe mettant aux prises l’ensemble des clubs évoluant en Tunisie et engagés dans cette épreuve. 
Elle est organisée par la Ligue de Tunisie de football (LTFA).

## Résultats

### Premier tour éliminatoire
- Étoile sportive du Sahel - Savoia de Sousse : 2 - 0
- Union sportive Patriote-Cheminots (Sousse) - Stade kairouanais : 4 - 1
- Jeunesse sportive sfaxienne - Club sportif gabésien : 1 - 1 puis 1 - 0
- Kram olympique - Effort sportif : 2 - 1
- Aquila de Radès - Cercle athlétique goulettois : 4 - 2
- Jeunesse de Hammam Lif - L'Occidentale : 10 - 0
- Avant-garde de Tunis - Club africain : 10 - 1
- Espérance de Mateur - Patrie Football Club bizertin : 3 - 2

### Deuxième tour
| Équipe 1                              | Équipe 2                                   | Score 90'                                                |
| Union sportive tunisienne             | Savoia de La Goulette                      | 6 - 0                                                    |
| Union goulettoise                     | Club sportif des cheminots                 | 5 - 1                                                    |
| Italia de Tunis                       | Sporting Club de Tunis                     | 3 - 2                                                    |
| Maccabi de Sousse                     | Red Star de Sousse                         | 2 - 1                                                    |
| Sfax railway sport                    | Jeunesse sportive sfaxienne                | 1 - 0                                                    |
| Métlaoui Sport                        | Sporting Club de Gafsa                     | 4 - 0                                                    |
| Avant-garde de Tunis                  | Joyeuse union                              | 4 - 0                                                    |
| Stade gaulois                         | Kram olympique                             | 6 - 1                                                    |
| Étoile sportive du Sahel              | Union sportive patriote-cheminots (Sousse) | 1 - 0                                                    |
| Vaillante-Sporting Club de Ferryville | Espérance de Mateur                        | 3 - 0                                                    |
| Racing Club de Tunis                  | -                                          | Qualifié d'office en tant que détenteur du titre         |
| Union sportive souk-arbienne          | Union sportive béjoise                     | 3 - 1                                                    |
| Jeunesse de Hammam Lif                | Football Club sioniste                     | 5 - 1                                                    |
| Caprera de Sfax                       | Sfax olympique                             | 6 - 2                                                    |
| Club athlétique bizertin              | Audace de Bizerte                          | Victoire du CAB                                          |
| Aquila de Radès                       | Espérance sportive                         | 3 - 2 puis victoire de l'Espérance sportive par pénalité |

### Huitièmes de finale
| Équipe 1                              | Équipe 2                     | Score 90'       |
| Union goulettoise                     | Racing Club de Tunis         | 3 - 1           |
| Union sportive tunisienne             | Étoile sportive du Sahel     | 2 - 1           |
| Maccabi de Sousse                     | Caprera de Sfax              | 4 - 2           |
| Italia de Tunis                       | Avant-garde de Tunis         | 2 - 1           |
| Vaillante-Sporting Club de Ferryville | Club athlétique bizertin     | 3 - 1           |
| Sfax railway sport                    | Métlaoui Sport               | Victoire du SRS |
| Jeunesse de Hammam Lif                | Union sportive souk-arbienne | 3 - 1           |
| Stade gaulois                         | Aquila de Radès              | 6 - 0           |
| Stade gaulois                         | Espérance sportive           | 3 - 0           |

### Quarts de finale
| Équipe 1                  | Équipe 2                              | Score 90' |
| Stade gaulois             | Italia de Tunis                       | 2 - 1     |
| Sfax railway sport        | Vaillante-Sporting Club de Ferryville | 5 - 1     |
| Jeunesse de Hammam Lif    | Union goulettoise                     | 3 - 0     |
| Union sportive tunisienne | Maccabi de Sousse                     | 9 - 0     |

### Demi-finales
| Équipe 1                  | Équipe 2               | Score 90' |
| Union sportive tunisienne | Sfax railway sport     | 3 - 0     |
| Stade gaulois             | Jeunesse de Hammam Lif | 3 - 0     |

### Finale
| Date       | Équipe 1                  | Équipe 2      | Score 90'     |
| 7 mai 1933 | Union sportive tunisienne | Stade gaulois | 2 - 1 (a. p.) |

## Source
- La Dépêche tunisienne, rubrique « Sports », 1932-1933